# Upland (Indiana)
Upland est une municipalité située dans le comté de Grant, dans l’État de l'Indiana, aux États-Unis. Lors du recensement de 2020, elle comptait 3 821 habitants.